# ليزا لويد
ليزا لويد (ليزا لاويد) (بالإنجليزية: Lisa Lougheed) مغنية ومؤدية صوت كندية ولدت عام 1968 في إتوبيكوك في أونتاريو بكندا. عُرفت بتأديتها لدور الراكون ليزا في المسلسل التلفزيوني الكرتوني (الراكون) (The Raccoons) بالإضافة لغنائها مجموعة من اغاني المسلسل من ضمنها الأُغنية الرئيسية "اهرب معنا""Run With Us".

## بدايتها ومسيرتها الفنية
التحقت ليزا بمدرسة إتوبيكوك للفنون وهي بعمر السابعة عشر، كان عملها الأول كمؤدية صوت في المسلسل التلفزيوني Vid Kids. وهذا العمل قادها بعد ذلك إلى دورها الأكثر شهرة، صوت الراكون ليزا من مسلسل «الراكون» الكندي. غنت كذلك أغنية المسلسل الرئيسية أيضا «اهرب معنا» "Run With Us" التي صدر لها ألبوم منفرد في عام 1987.
في عام 1988 أصدرت ألبومها الأول، «إيفرغرين نايتس» والذي كان يحتوي اغاني مسلسل الراكون، حيث تم ترشيحها كأكثر مغنية واعدة للسنة 1989.
في عام 1992 أصدرت ألبومها الغنائي المستقل الأول، «ورلد لوف». في نهاية السنة، ليزا تلقت ترشيحاً لجائزتي جونو كأفضل اداء رقص (لأُغنيتي«ورلد لوف» و«لوف فايب») وجائزة كندا للفيديو الغنائي (فيديو كليب) لاغنية«لوف فايب». أُصدر ألبومها المستقل الثاني «بايس اند هيرموني» بعد سنة أي في 1993 حيث رشّحت أغنية «ونت غيف اب ماي ميوزيك»
بعد نجاح البومها «بايس اند هورموني»، اختفت لويد على ما يبدو من الساحة الغنائية، بعد فترة ادت دور غنائي بسيط مع سيلين ديون وآر كيلي إضافةً لاغنية اوبرا وينفري الخاصة.
تزوّجت ليزا من مغني، وفي عام 1994 انجبا طفلاً، وهما الآن منفصلان، وتعيش حالياً بولاية ميشيغان في الولايات المتحدة الأمريكية.

## تسجيلاتها

### ألبومات
- إيفرغرين نايتس (Evergreen Nights (1988
- ورلد لوف (1992) World Love
- بايس اند هيرموني (1993) Peace & Harmony

### اغاني منفردة
- "رن وذ أس" Run With Us (إهرب معنا) 1987
- «أينت نو بلانس» Ain't No Planes (لا توجد طائرات) 1988
- «رن وذ اس (ريميكس)» (Run With Us (Remix)(إهرب معنا-ريميكس) 1988
- «لوف فايب» Love Vibe (الشعور بالحب) 1992
- «ورلد لوف» World Love (حب العالم) 1992
- «لوف يو باي هارت» Love You By Heart (احبك من قلبي) 1992
- «ونت غيف اب ماي ميوزيك» Won't Give Up My Music (لن أتخلى عن موسيقاي) 1993